# アンドリカの予想
アンドリカの予想（アンドリカのよそう、英語：Andrica's conjecture）は、素数の間隔に関する予想。その名はDorin Andricaにちなむ。
予想の内容は次のような不等式である。
全ての{\displaystyle n}について{\displaystyle {\sqrt {p_{n+1}}}-{\sqrt {p_{n}}}<1}が成り立つ。
ここで{\displaystyle p_{n}}はn番目の素数である。{\displaystyle g_{n}=p_{n+1}-p_{n}}がn番目の素数の間隔を表すとすると、アンドリカの予想は次のようにも書くことができる。
{\displaystyle g_{n}<2{\sqrt {p_{n}}}+1.}

## 経験的な証拠
Imran Ghoryは、最大の素数の間隔に関するデータを使用して、{\displaystyle n}が1.3002 × 1016まで予想が成り立つことを確認している。最大の間隔と上記の間隔の不等式の表を使用して、確認する値を4 × 1018まで広げることができる。
離散関数{\displaystyle A_{n}={\sqrt {p_{n+1}}}-{\sqrt {p_{n}}}}は右の図にプロットされている。{\displaystyle A_{n}}の高い値は、n = 1, 2, 4のときであり、A4 ≈ 0.670873...より大きい値は最初の105個の素数においては存在しない。アンドリカ関数はnが増加するにつれて漸近的に減少するため、nが大きくなり差が大きくなるためには、開いていく素数の間隔が必要となる。したがって、まだ証明されていないが予想は真実である可能性が高いと思われる。

## 一般化
アンドリカの予想の一般化として、次の式が考えられる。
{\displaystyle p_{n+1}^{x}-p_{n}^{x}=1,}
ここで{\displaystyle p_{n}}はn番目の素数、xは任意の正の数。
最大の可能な解xはn=1で簡単に分かり、xmax = 1である。最小の解xは、n = 30の場合のxmin ≈ 0.567148... オンライン整数列大辞典の数列 A038458 であると予想される。
この予想は不等式としても表される。
{\displaystyle p_{n+1}^{x}-p_{n}^{x}<1} for {\displaystyle x<x_{\min }.}